# Národní řád Mali
Národní řád Mali (francouzsky: Ordre National du Mali) je druhé nejvyšší státní vyznamenání republiky Mali. Založen byl v roce 1963 na oslavu vzniku nezávislosti státu. Udílen je za civilní i vojenské zásluhy o stát a může být udělen i cizím státním příslušníkům. Velmistrem řádu je úřadující prezident Mali, který má jako jediný během výkonu své funkce právo nosit řádový řetěz.

## Historie
Řád byl založen zákonem č. 63-31 AN RM dne 31. května 1963 na oslavu nezávislosti státu, kterou Mali získalo v roce 1960. Do té doby bylo Mali francouzskou kolonií.

## Pravidla udílení
Řád je zpravidla udílen v rytířské třídě s možností pozdějšího povýšení. Pokud osoba navržená na ocenění tímto řádem již byla v minulosti oceněna Zlatou medailí za nezávislost, obdrží rovnou řád ve třídě důstojníka.
Vyznamenání je možné udělit po deseti letech vojenské či veřejné služby. Vyšší třída může být udělena po pěti letech od udělení nižší třídy. Hlavám cizích států a výjimečně i dalším významným osobnostem afrického původu může být řád udělen rovnou ve vyšší třídě. Ve výjimečných případech může být řád udělen i posmrtně.
Hlavou řádu je prezident Mali, který ihned po nástupu do své funkce získává řád v hodnosti velkokříže, který mu zůstává i po skončení funkčního období. V době výkonu své funkce má prezident právo nosit velkokříž s řádovým řetězem.

## Insignie
Vzhled řádového odznaku je založen na vzoru francouzského Řádu čestné legie. Skládá se z větší pěticípé zlatě smaltované hvězdy a z menší pěticípé červeně glazované hvězdy. Cípy obou hvězd jsou zlatě lemované a u větší hvězdy zakončené zlatými kuličkami. Uprostřed je kulatý červeně smaltovaný medailon. V medailonu jsou zlatě vepsána písmena RM (zkratka Republika Mali). Medailon je obklopen zlatým kruhem s nápisem ORDE NATIONAL (národní řád). V dolní polovině kruhu jsou vyobrazeny dvě zkřížené vavřínové větvičky. Na zadní straně medailonu je vyobrazen státní znak a nápis UN PEUPLE, UN BUT, UN FOI (jeden národ, jeden cíl, jedna víra). Odznak tří nejvyšších tříd je na stuze zavěšen na dvou zelených vavřínových větvích, mezi nimiž je vyryta zlatá lví hlava.
Řádový odznak v rytířské třídě je stříbrný, ve vyšších třídách je zlatý. Velikost odznaku je v případě rytířské a důstojnické třídy 42 mm, u vyšších tříd pak 60 mm.
Řádová hvězda je stříbrná. Na ní je položen řádový odznak. Hvězda patří k řádovým insigniím ve třídách velkokříže a velkodůstojníka. Průměr hvězdy je 90 mm.
Stuha je žlutá s jedním okrajem lemovaným červeně a s druhým lemovaným zeleně. Tyto barvy odpovídají barvám státní vlajky. Stuha důstojníka je zdobena rozetou. Šířka stuhy ve třídě velkokříže je 101 mm, u ostatních tříd to je 37 mm.

## Třídy
Řád je udílen v pěti řádných třídách:
- velkokříž (grand-croix) – Řádový odznak se nosí na široké stuze spadající z ramene. Řádová hvězda se nosí nalevo na hrudi. Tato třída je udílena pouze hlavám států.
- velkodůstojník (grand officier) – Řádový odznak se nosí na stuze na levé straně hrudi. Řádová hvězda se nosí na hrudi vpravo. Počet žijících osob vyznamenaných řádem ve třídě velkodůstojníka by neměl překročit 20% z počtu osob vyznamenaných nižší třídou řádu.
- komtur (commandeur) – Řádový odznak se nosí na stuze kolem krku. Této třídě řádová hvězda již nenáleží. Počet žijících osob vyznamenaných řádem ve třídě komtura by neměl překročit 20 % z počtu osob vyznamenaných nižší třídou řádu.
- důstojník (officier) – Řádový odznak se nosí zavěšený na stuze s rozetou nalevo na hrudi. Počet žijících osob vyznamenaných řádem ve třídě důstojníka by neměl překročit 20 % z počtu osob vyznamenaných nižší třídou řádu.
- rytíř (chevalier) – Řádový odznak se nosí zavěšený na stuze bez rozety nalevo na hrudi. Počet žijících osob vyznamenaných řádem ve třídě rytíře není omezen.

velkokříž
velkodůstojník
komtur
důstojník
rytíř